# Pseudotomoxia trimaculata
Pseudotomoxia trimaculata is een keversoort uit de familie spartelkevers (Mordellidae). De wetenschappelijke naam van de soort is voor het eerst geldig gepubliceerd in 1936 door Ray.